# Stockerston
 (octobre 2023).
Stockerston est une paroisse civile et un village du Leicestershire, en Angleterre.